# Jermaine Jenas
Jermaine Anthony Jenas (Nottingham, Inglaterra, 18 de febrero de 1983) es un exfutbolista y presentador de la tele inglés que jugaba de mediocampista.
Después de su carrera como jugador, se convirtió en pundit y analizador de partidos del Premier League, en el programa de la BBC, Match of the Day. En 2020, continuó una carrera televisiva como presentador de The One Show, un magacín de la BBC. En 2024, fue despedido a causa de enviar mensajes abusivos a una productora del programa.

## Trayectoria
Jenas comenzó su carrera en el Nottingham Forest, donde inmediatamente impresionó durante la temporada 2001-02. Después de una temporada en el City Ground, que produjo cuatro goles en 33 partidos, Jenas fue vendido al Newcastle United por US$5 millones de dólares.
A pesar de una temporada impresionante primero con el Newcastle United, en la que ganó el jugador joven de PFA 2002-03 de la concesión del año, Jenas no pudo repetir su forma inicial con el club y sus dos siguientes temporadas fueron decepcionantes teniendo en cuenta sus primeros años. A pesar de la recuperación de su forma temporal y obtener el vice-capitán bajo el nuevo gerente de Graeme Souness temprano en la temporada 2004-05, la forma Jenas 'sumergido de nuevo con sólo dos goles en 48 partidos. Anotó un total de 12 goles en 152 partidos con el Newcastle United.
Los rumores de su infelicidad se confirmó a principios de la temporada 2005-06 por el gerente de Graeme Souness, cuando reveló Jenas no disfrutar de la vida en el Newcastle. Fue vendido al Tottenham Hotspur en el día de la transferencia antes del 31 de agosto para una cuota inicial de £ 7 000 000. A lo largo de la temporada, Jenas anotó siete goles desde el mediocampo como Tottenham clasificó para la Copa de la UEFA. Que marcó su regreso de una ausencia de 13 partidos por una lesión al anotar el segundo gol en la victoria 3-1 del Tottenham de la Copa FA cuarta ronda en Southend United.
Él firmó un nuevo acuerdo por cinco años con el Tottenham el 29 de agosto de 2007, lo mantiene en el club hasta 2012. El 30 de julio de 2008, Jenas añadido una extensión de un año a su contrato de cinco años, manteniéndolo en el Tottenham hasta 2013. Unos días más tarde, Jenas fue nombrado como nuevo Spurs 'vice-capitán, tras la marcha de Robbie Keane y Paul Robinson. En diciembre, Día de San Esteban ante el Fulham Jenas hizo su aparición la Liga número 100 con el Tottenham. Él anotó el único gol en la victoria 1-0 sobre el West Brom. Él fue el único jugador del equipo Tottenham de golpear la barra en el cielo Soccer AM desafío travesaño en mayo de 2009.
Se da su regreso a la institución para la temporada 2012, en forma de cesión precedente del Tottenham Hotspur.
El Queens Park Rangers sería el último club en el que jugaría, dándose su último partido a fines de la temporada 2013/14, y retirándose un tiempo después debido a complicaciones con lesiones.

## Selección nacional
Fue internacional con la selección de fútbol de Inglaterra, jugando 21 partidos y anotando un gol. Formó parte del equipo que participó en la Copa Mundial de 2006.

### Participaciones en Copas del Mundo
| Mundial                        | Sede     | Resultado        |
| ------------------------------ | -------- | ---------------- |
| Copa Mundial de Fútbol de 2006 | Alemania | Cuartos de final |

## Clubes
| Club                               | País       | Año       |
| ---------------------------------- | ---------- | --------- |
| Nottingham Forest F. C.            | Inglaterra | 1999-2002 |
| Newcastle United F. C.             | Inglaterra | 2002-2005 |
| Tottenham Hotspur F. C.            | Inglaterra | 2005-2013 |
| → Aston Villa F. C. (cedido)       | Inglaterra | 2011-2012 |
| → Nottingham Forest F. C. (cedido) | Inglaterra | 2012      |
| Queens Park Rangers F. C.          | Inglaterra | 2013-2015 |

## Palmarés

### Campeonatos nacionales
| Título                        | Club                    | País       | Año  |
| ----------------------------- | ----------------------- | ---------- | ---- |
| Copa de la Liga de Inglaterra | Tottenham Hotspur F. C. | Inglaterra | 2008 |